# USS Monadnock (1863)
USS Monadnock був одним із чотирьох моніторів типу «Міантономо», створених для ВМС США під час Громадянської війни.

## Історія служби

### Участь у Громадянській війні
Уведений у стрій наприкінці 1864 року, брала участь у Першій грудневій 1864 р. та Другій січневій 1865 року битвах за форт Фішер, який захищав Вілмінгтон, останній великий порт під контролем Конфедерації. Пізніше корабель був поповнив флотилію Союзу на річці Джеймс на підходах до столиці Конфедерації Річмонду, а потім вирушив до іспанської Куби, щоб перехопити броненосець Конфедерації «Стоунволл».

### Подальша служба
Потім «Монаднок» став на ремонт на кілька місяців, щоб його підготувати до переходу до Каліфорнії повз Південної Америки. Монітор та її ескорт вирушили наприкінці 1865 року та досягли чилійського порту Вальпараїсо на початку 1866 року, де американці марно намагалися перешкодити іспанцям бомбардувати незахищене місто під час іспано-південноамериканської війни.
Кораблі досягли Каліфорнії в червні, а «Монаднок» було виведено з експлуатації в кінці місяця. Монітор був проданий на утилізацію у 1874 році. Міністерство військово-морських сил намагалося обійти відмову Конгресу на запит щодо нових кораблів, стверджуючи, що будівництво нового монітора «Монаднок» є ремонтом корабля часів Громадянської війни.